# Сатана-молодший
Сатана-молодший (англ. Satan Junior) — американська кінокомедія режисера Герберта Блаше 1919 року.

## У ролях
- Віола Дена — Діана Ардвей
- Мілтон Сіллс — Пол Ворден
- Ліла Леслі — Марджорі Сінклер
- Френк Куррьє — Натаніель Ардвей
- Ллойд Хьюз — Тед Ворден
- Джордж Кінг — Хуан-Кай
- Еліс Ноуленд — Еммелін Ардвей